# Батагай (река)
Батагай — река в Якутии, правый приток Яны. Длина реки составляет 63 км, площадь водосборного бассейна — 271 км²
Образуется слиянием горных ручьев, стекающих с Мать-Горы. Протекает по Верхоянскому улусу в северо-западном направлении, оставляя по правому берегу перевал Ынах-Икки-Арда, горы Оччугуй-Ынах, Маган, Улахан-Сылбынча, по левому — Берёзовую, Хатынгных, Киргиллях, Барчасыт. Впадает в Яну в 726 км от её устья на высоте 121 м над уровнем моря, в 3 км от посёлка Батагай. Долина реки поросла лесом. Ширина вблизи устья — 12 м при глубине 0,6 м, дно песчаное. В низовьях — мост на дороге Батагай — Эся-Хая.

## Притоки
Объекты перечислены по порядку от устья к истоку:
- 33 км: Сылбынча
- 46 км: Арга-Сала

## Данные водного реестра
По данным государственного водного реестра России относится к Ленскому бассейновому округу, водохозяйственный участок реки — Яна от истока до впадения реки Адыча, речной подбассейн реки — Яна до впадения Адычи. Речной бассейн реки — Яна.
Код объекта в государственном водном реестре — 18040100112117700010780

## Палеонтологические находки
Летом 2024 года местные жители обнаружили в бассейне реки Яна на реке Батагай тушу мамонтёнка возрастом 50 тыс. лет. Это четвёртый по счёту найденный мамонтёнок в Якутии, седьмой и лучший по сохранности в мире — голова, хобот, уши и рот оказались без повреждений и деформаций. Детёныш оказался годовалой самкой, в честь места находки её назвали Яной. Её высота в холке составляет 120 см, длина — до 2 м, вес — около 180 кг, а вес при жизни составлял около 300 кг.